# Morierina propinqua
Morierina propinqua är en måreväxtart som beskrevs av Adolphe-Théodore Brongniart och Jean Antoine Arthur Gris. Morierina propinqua ingår i släktet Morierina och familjen måreväxter.
Artens utbredningsområde är Nya Kaledonien. Inga underarter finns listade i Catalogue of Life.